# Nichtbeanstandungsgrenze
Eine Nichtbeanstandungsgrenze ist eine Betrags- oder Wertgrenze, bis zu der das Finanzamt Werbungskosten oder Betriebsausgaben oder außergewöhnliche Belastungen anerkennt, ohne Belege zu verlangen, oder in anderen Fällen keine steuerlichen nachteiligen Folgen zieht, wenn die Nichtbeanstandungsgrenze nicht überschritten wird. Gleichwohl muss der Steuerpflichtige in der Lage sein, auf Anforderung entsprechende Unterlagen vorzuweisen.
Nichtbeanstandungsgrenzen dienen der Vereinfachung; sie ersparen dem Steuerpflichtigen die Vorlage und dem Finanzamt die Prüfung von Unterlagen.